# Ислам-хан II
Ислам-хан Мешхади (годы рождения и смерти неизвестны) — могольский государственный и военный деятель, субадар Бенгалии (1635—1639).

## Биография
Его настоящее имя — Мир Абдус Салам. Император Шах-Джахан пожалован ему титул «Ислам-хан». Он обладал большим административным опытом, поскольку до своего назначения в Бенгалии занимал многие важные посты, включая пост губернатора Гуджарата.
В 1635 году Ислам-хан был назначен субадаром (губернатором) Бенгалии. В период его правления произошел конфликт Могольской Бенгалии с соседними царствами Ассамом и Араканом. Ассамский правитель Пратап Сингх убедил Бали Нараяна (брата Парикшана Нараяна из Камарупы, который подчинился Великим Моголам) совершать набеги на Камарупу. Раджа Сатраджит, могольский тандар Камарупы, призывал Бали Нараяна напасть на Хаджо, штаб-квартиру моголов в Камарупе.
Чтобы помочь фудждару Камарупы, Ислам-хан отправил к нему на помощь подкрепление. Вначале могло одержали победу над противником и вытеснили их за пределы своих границ. Однако затем моголы потерпели поражение от ассамцев из-за внезапности их нападения и предполагаемого предательства Сатраджита. Бенгальский субадар отправил из Дакки новое подкрепление. Моголы разбили ассамцев и двинулись на Дхубри, где захватили предателя Сатраджита, который был отправлен в Дакку и казнен. Моголы взяли Шригхат и Панду. Бали Нараян бежал в Ассам. Военные действия были прекращены путем переговоров 1638—1639 годах, которые закрепили Баранади в качестве границы владений Великих Моголов на севере. Гувахати был избран в качестве штаб-квартиры моголов.
В конце конфликта с Ассамом начали военные действия с Араканом. В 1638 году скончался араканский правитель Шри Сударшана, а престол узурпировал его слуга, принявший титул Нарапати (царь народа). Мангат Рай, брат покойного царя в Читтагонге, провозгласил независимость и попытался свергнуть узурпатора. Не имея достаточных сил, он обратился за помощью к моголам. Бенгальский субадар Ислам-хан приказал танадарам Бхулуа и Джагдии оказать помощь беглому араканскому принцу. Могольские отряды оттеснили араканский флот и позволили Мангат Раю пересечь реку Фени. Араканский узурпатор предпринял новый поход на приграничные могольские владения. Ислам-хан отправил подкрепление против захватчиков и заставил их отступить на свои прежние позиции. Португальцы из Читтагонга перешли на сторону Мангат Рая. Араканцы лишились поддержки со стороны португальского флота.
В 1639 году после боев с Ассамом и Араканом по приказу могольского императора Шах-Джахана бенгальский субадар Ислам-хан был отозван в Дели, чтобы занять должность вазира (первого министра). Новым наместником Бенгалии был назначен шахзаде Шах Шуджа, один из сыновей императора Шах-Джахана.
В 1647—1656 годах Ислам-хан занимал пост субадара (губернатора) Кабула.